# Anan Anwar
Anan Anwar (en tailandés: อนัน อันวา, nacido el 15 de septiembre de 1986) es un cantante y actor tailandés. Es el cuarto hijo de madre escocesa y padre  indonesio.  Su hermano mayor, Joni Anwar fue miembro del grupo musical Raptor.

## Carrera

### Dramas
- ครอบครัวตัว อ. (Khrob Khrua Tua O.)
- ผมมากับพระ (Phom Ma Kap Pra, I'm with the Monks)
- กระตุกหนวดเสือ (Kra Thuk Nwot Suea)

### Filmografía
- เก้า พระคุ้มครอง  (Kao Phra Khum Khrong, Nine Warrior Monks)

### Discografía
- Anan Anwar
- Fast Foot
- wonder boy
- Most Wanted
- Earthshake
- พิเศษ Celebration (Phiset Celebration, Special Celebration)